# Grażyna Witkowska
Grażyna Witkowska (ur. 22 czerwca 1952 w Warszawie) – polska gimnastyczka, lekarz, olimpijka z Letnie Igrzyska Olimpijskie 1968.
Podczas kariery sportowej reprezentowała klub Legię Warszawa. Mistrzyni Polski z roku 1968 w: wieloboju indywidualnym, ćwiczeniach wolnych i ćwiczeniach na poręczach.
Na igrzyskach olimpijskich w 1968 roku zajęła:
- 10. miejsce w wieloboju drużynowym,
- 37. miejsce w ćwiczeniach na poręczach,
- 43. miejsce w ćwiczeniach wolnych,
- 55. miejsce w wieloboju indywidualnym,
- 68. miejsce w skoku przez konia,
- 70. miejsce w ćwiczeniach na równoważni.